# Cervus elaphus
Il cervo nobile (Cervus elaphus Linnaeus, 1758), noto anche come cervo reale, cervo rosso o cervo europeo, è un mammifero artiodattilo appartenente alla famiglia dei Cervidi.

## Tassonomia
La tassonomia della specie nel suo complesso è lungi dall'essere chiarita in modo esauriente.
Fino al XXI secolo, infatti, la specie tendeva a essere considerata un "contenitore" comprendente numerose sottospecie diffuse praticamente in tutto il mondo (anche se originarie di Europa, Asia, America Settentrionale e Nordafrica).
Wilson & Reeder (2005) riconoscono le seguenti sottospecie:
- Divisione elaphus[3]
  - C. elaphus atlanticus (Norvegia)
  - C. elaphus barbarus (Nordafrica)
  - C. elaphus brauneri (Carpazi ed Europa orientale)
  - C. elaphus corsicanus (Corsica e Sardegna)[4]
  - C. e. elaphus - sottospecie nominale (Europa occidentale e Isole Britanniche)
  - C. elaphus hispanicus (Spagna e Portogallo)
  - C. elaphus maral (Asia Minore)
  - C. elaphus pannoniensis (Ungheria)
- Divisione wallichii[3]
  - C. elaphus alashanicus (Ningsia)
  - C. elaphus hanglu (Kashmir)
  - C. elaphus kansuensis (Gansu)
  - C. elaphus macneilli (Sichuan)
  - C. elaphus wallichii (Tibet orientale e Bhutan)
  - C. elaphus yarkandensis (Turkestan e nord dell'Afghanistan)

Alcune evidenze filogeografiche, basate su studi del DNA mitocondriale, assegnerebbero alla sottospecie Cervus elaphus canadensis lo status di specie a sé stante (Cervus canadensis): tuttavia, è dubbia l'assegnazione all'una od all'altra specie delle varie popolazioni di cervi dell'Asia centro-orientale. Evidenze genetiche hanno portato anche all'istituzione di una sottospecie separata (C. elaphus italicus) per le popolazioni presenti nel bosco della Mesola, in Italia, che sarebbero imparentate molto più strettamente con le sottospecie sardo-corse e nordafricane, rispetto a quella nominale.

## Distribuzione

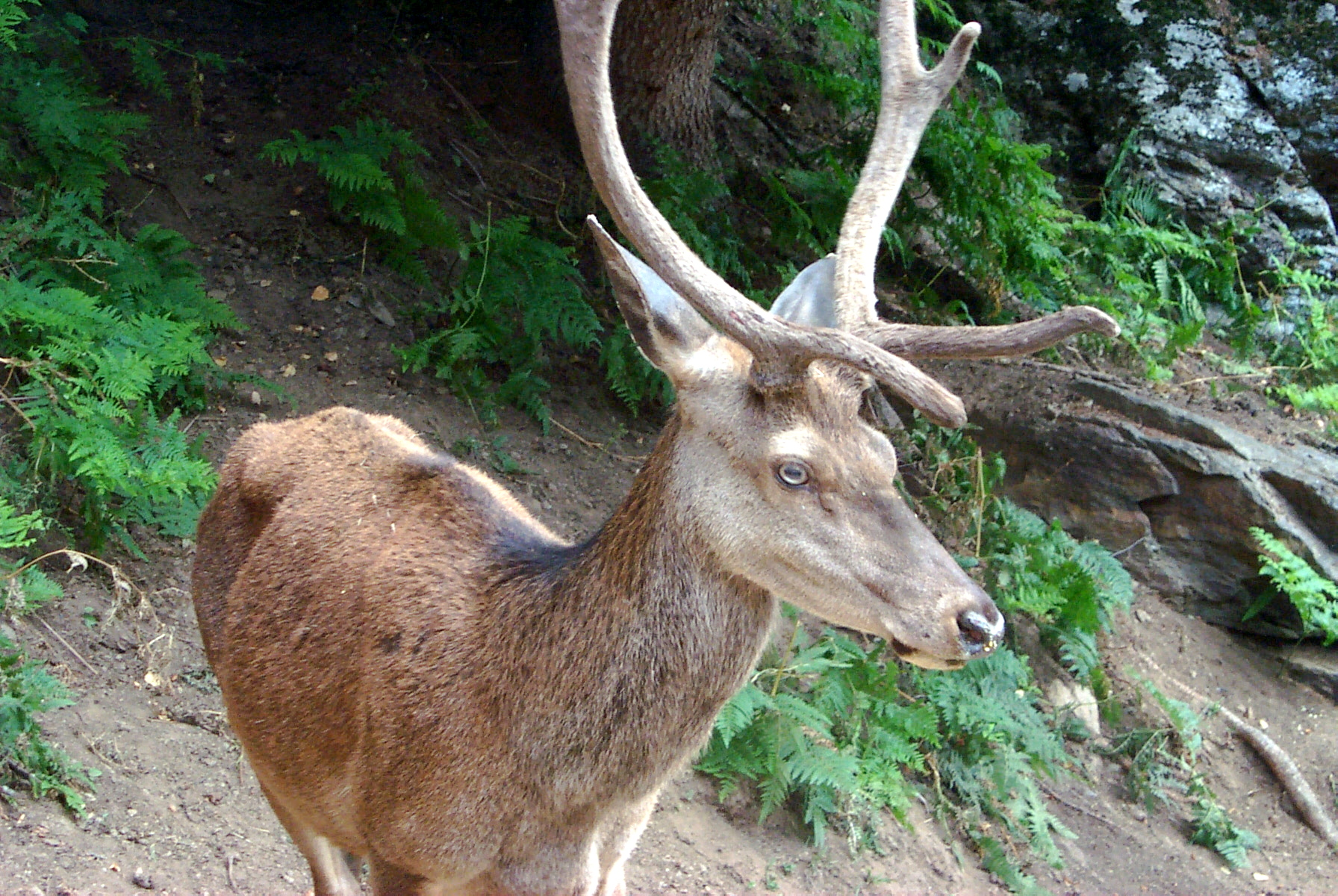
Un esemplare di cervo

Il cervo nobile occupa un areale vastissimo, esteso da Europa e Nordafrica fino ad Asia centrale, Siberia, Estremo Oriente e Nordamerica. In passato era largamente diffuso in gran parte di Canada e Stati Uniti, ma agli inizi del ventunesimo secolo si incontra solo nelle regioni occidentali del Nordamerica, con piccole popolazioni reintrodotte in altre aree del continente. È largamente diffuso in quasi tutta l'Europa continentale, sebbene sia assente dalle regioni settentrionali della Fennoscandia e dalla Russia europea. È presente anche su un certo numero di isole, comprese le Isole Britanniche e la Sardegna. In Albania si è estinto. Varie piccole popolazioni di origine incerta sono state introdotte (esclusivamente a scopo venatorio) in Russia. Forse ne sopravvive una piccola popolazione originaria nella zona di Kaliningrad/Königsberg, lungo il confine con la Polonia. Le piccole popolazioni isolate che si trovano in Grecia, invece, sono il frutto di reintroduzioni a eccezione degli esemplari presenti nel Parnete, che molto probabilmente rappresentano almeno in parte la popolazione originaria della zona. Allo stesso modo, tutte le popolazioni del Portogallo sono state reintrodotte dall'uomo o hanno popolato naturalmente l'area partendo dalla Spagna, dove la specie è stata a sua volta reintrodotta. Si incontra dal livello del mare fino a oltre il limite degli alberi (2500 m ca.) sulle Alpi. In tutto il suo areale, però, il cervo nobile ha distribuzione frammentata.
In Africa la specie si incontra nelle regioni nord-orientali dell'Algeria e in Tunisia. Nel Vicino e nel Medio Oriente è diffusa in Turchia, nelle regioni settentrionali dell'Iran e in Iraq, ma è estinta in Israele, Giordania, Libano e Siria. In Asia centrale, si trova in Kazakistan, Kirghizistan, Tagikistan, Turkmenistan (dove però si è estinta), Uzbekistan, Afghanistan settentrionale, India settentrionale (Valle del Kashmir) e Pakistan settentrionale (dove però giunge solo occasionalmente); altrove, nel continente asiatico, il cervo nobile vive in Siberia, Mongolia e Cina occidentale e settentrionale. In Mongolia, popola le catene montuose di Hövsgöl, Hangai, Hentii, Ikh Hyangan, Mongol-Altai e Govi Altai, ma è stato reintrodotto anche sulle colline del sud-est del Paese. In Cina, è diffuso in Gansu, Mongolia Interna, Jilin, Liaoning, Manciuria, Ninxia, Shaanxi, Shanxi, Sichuan e nelle regioni orientali del Tibet, Qinghai compreso. Abita anche in Corea e nella regione dell'Ussuri, in Russia.
La specie è stata inoltre introdotta in Australia, Nuova Zelanda, Cile, Perù e Argentina, dove si è adattata in maniera eccellente, divenendo in alcuni casi dannosa. È inserita nell'elenco delle 100 tra le specie invasive più dannose al mondo (relativamente alle introduzioni extraeuropee).

### In Italia

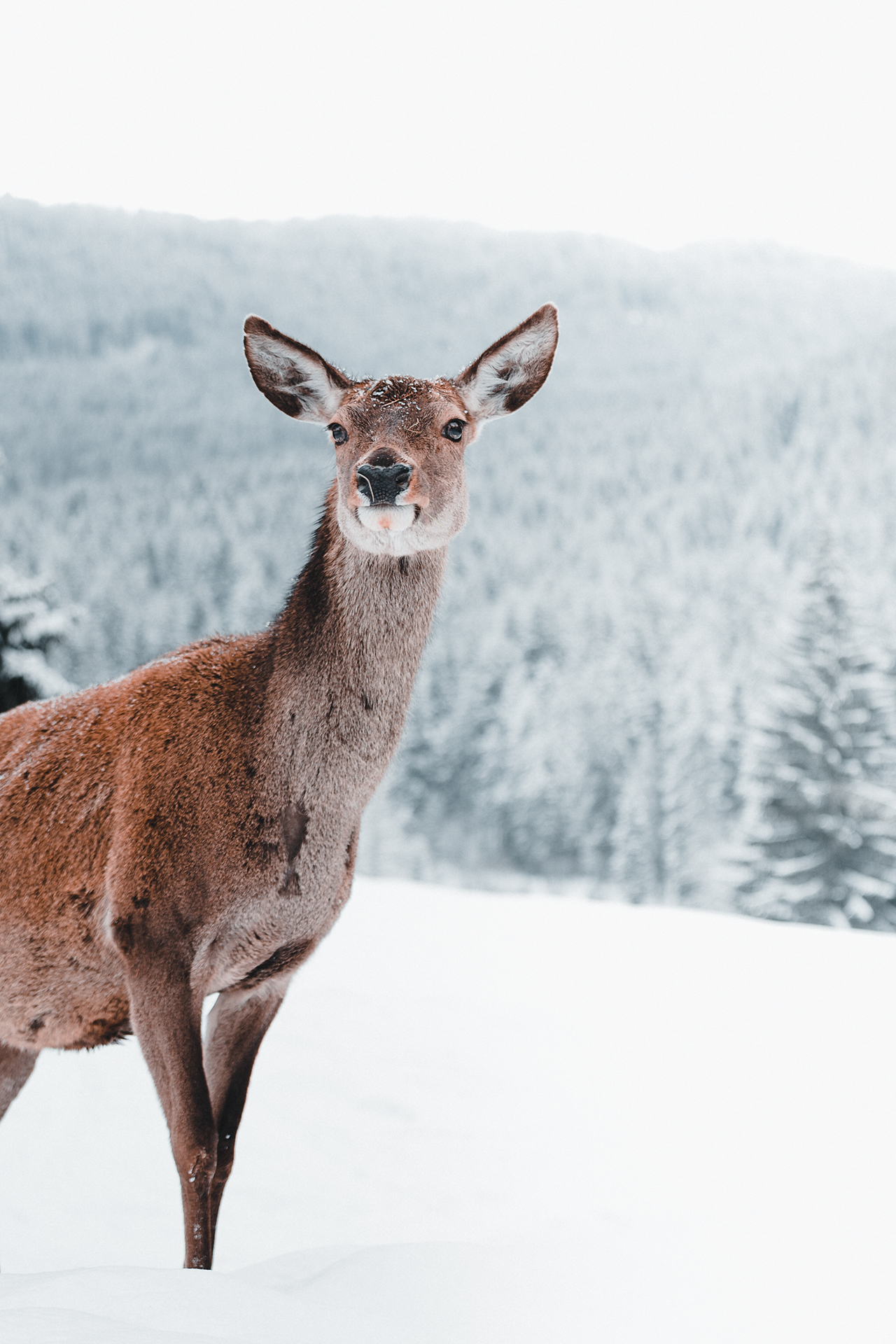
Un cervo nel Parco naturale Paneveggio - Pale di San Martino.

In Italia sono presenti tre sottospecie di cervo nobile:

#### Sottospecie elaphus
- la sottospecie nominale elaphus, originariamente diffusa in alcune zone d'Italia, si era progressivamente ridotta per la caccia e la forte riduzione della superficie forestale seguita all'entrata in vigore della legge 3917/1877, fino a rimanere negli anni Sessanta del secolo scorso, probabilmente, soltanto nel Parco nazionale dello Stelvio. È stata in seguito reintrodotta ed è migrata spontaneamente in un areale piuttosto esteso: nell'arco alpino la specie è diffusa praticamente da Cuneo a Udine, dove nel Triveneto e in Lombardia essa è costantemente migrata spontaneamente dai Paesi confinanti, mentre in Piemonte e Valle d'Aosta si è ricorso a introduzioni mirate con esemplari provenienti dalla Francia. 
Lungo l'Appennino, invece, sono presenti popolazioni distinte di cervo nobile, frutto di reintroduzioni avvenute dagli anni settanta del secolo scorso in poi: nell'Appennino tosco-emiliano, lungo la parte alta della Val Tiberina, nel Parco nazionale della Maiella, nel Parco Nazionale dei Monti Sibillini, nel Parco nazionale d'Abruzzo, nel Parco nazionale del Pollino e in quello del Cilento. Altri gruppi consistenti, anch'essi frutto di reintroduzioni, sono presenti in grandi aree boschive recintate, come Castelporziano e il Parco naturale La Mandria[11];

#### Sottospecie italicus
- la sottospecie italicus, un tempo diffusa nelle foreste sub-mediterranee di leccio presenti lungo la costa italiana dell'Adriatico settentrionale, si era progressivamente ridotta per la caccia e la forte riduzione del suo habitat, fino a sopravvivere esclusivamente nel Bosco della Mesola[7]; a marzo del 2023 il WWF Italia, ha iniziato un progetto di reintroduzione della sottospecie nel Parco Naturale Regionale delle Serre, in Calabria. Il progetto prevede la cattura e il trasferimento di 60 individui adulti. Questo comporta una seconda speranza per il cervo italico in italia.

#### Cervus elaphus corsicanus
- la sottospecie corsicanus è invece endemica della Sardegna e della Corsica, dove vive con varie popolazioni isolate. Studi genetici hanno rivelato la sua stretta parentela con i cervi nordafricani, probabilmente introdotti proprio a partire dalla Sardegna, e con i cervi originariamente nativi dell'Italia centro-meridionale, che costituirebbero le popolazioni sorgente di introduzione in Sardegna, e di cui rappresentano gli ultimi superstiti ancora in vita[8]. A riprova di ciò, forte è la parentela anche con i cervi della Mesola per quanto concerne il DNA nucleare.

L'habitat originario del cervo è costituito dalle zone boschive con presenza di radure o aree di boscaglia poco fitta, generalmente in ambiente pianeggiante o a basse altitudini: successivamente la specie si è sospinta in aree montuose od impervie per sfuggire alla pressione demografica e venatoria dell'uomo. È stato inoltre introdotto in numerosi ambienti ai quali si è adattato brillantemente, dalla brughiera alla foresta di conifere.

## Descrizione

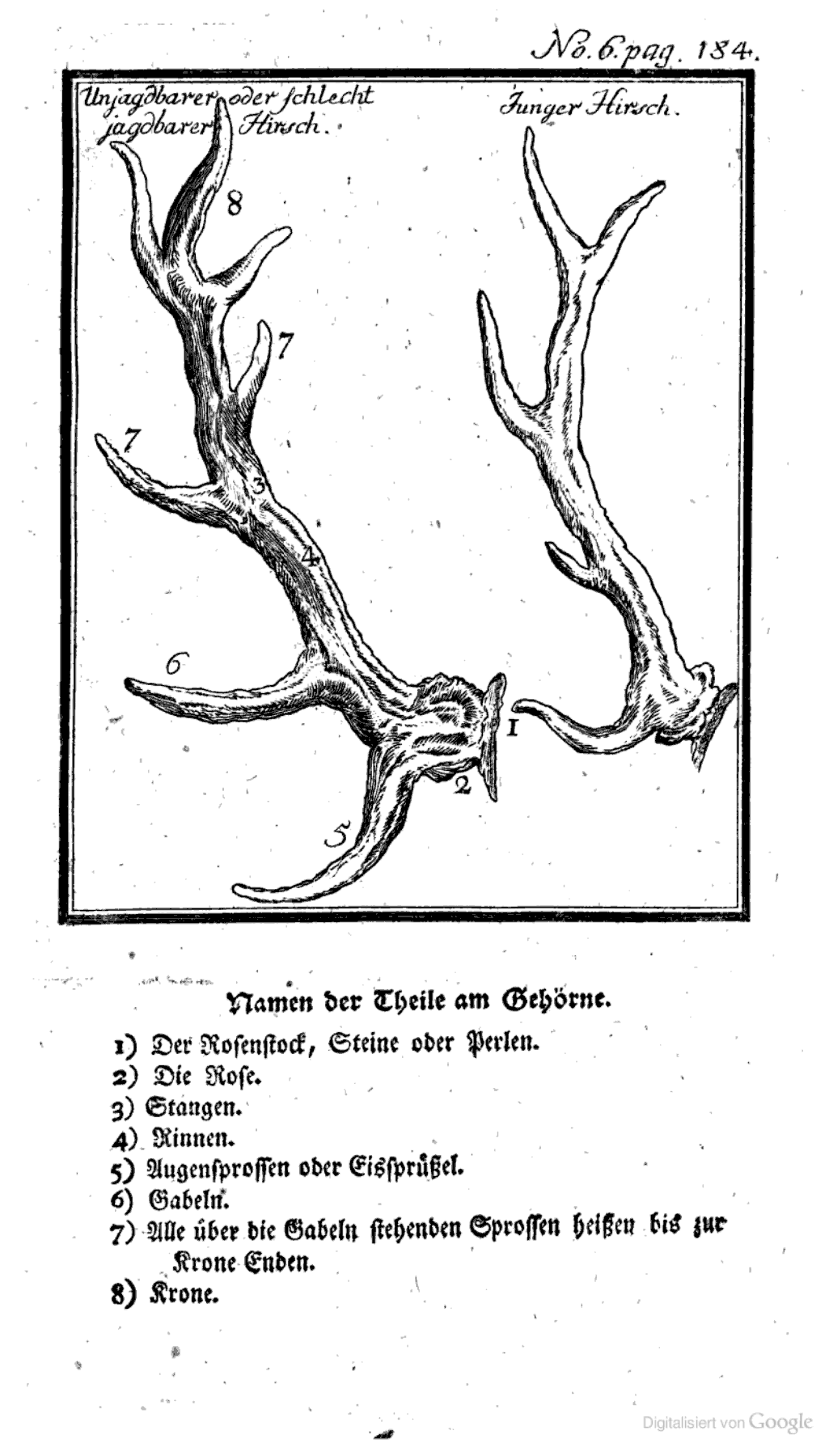
Schema dei palchi del cervo: (2) rosa; (4) stanga; (5) oculare o pugnale; (6) ago o invernino; (7) mediano o pila; (8) corona (nel caso di due sole punte si parla di forca).

### Dimensioni
I maschi adulti possono essere lunghi sino a 2,55 m e alti, al garrese, sino a 1,50 m, con un peso che va da 200 a più di 250 kg nei casi eccezionali. La femmina è notevolmente più piccola, raggiungendo solo eccezionalmente i 2 m di lunghezza e può raggiungere i 150 kg di peso. A queste misure va aggiunta la coda, che in ogni caso non supera i 20 cm di lunghezza. Generalmente, gli esemplari delle popolazioni dell'Europa orientale raggiungono dimensioni maggiori (ad esempio la sottospecie nominale raggiunge i cinque quintali di peso), mentre quelli dell'area mediterranea hanno dimensioni inferiori (ad esempio il cervo sardo non supera quasi mai il quintale di peso): tuttavia, se alimentati abbondantemente i cervi sono in grado di crescere ben al di sopra delle misure medie raggiungibili dalla popolazione in esame, mentre le popolazioni di qualsiasi sottospecie introdotte in altri Paesi possono rimanere di dimensioni molto contenute (anche mezzo quintale di peso).

### Aspetto

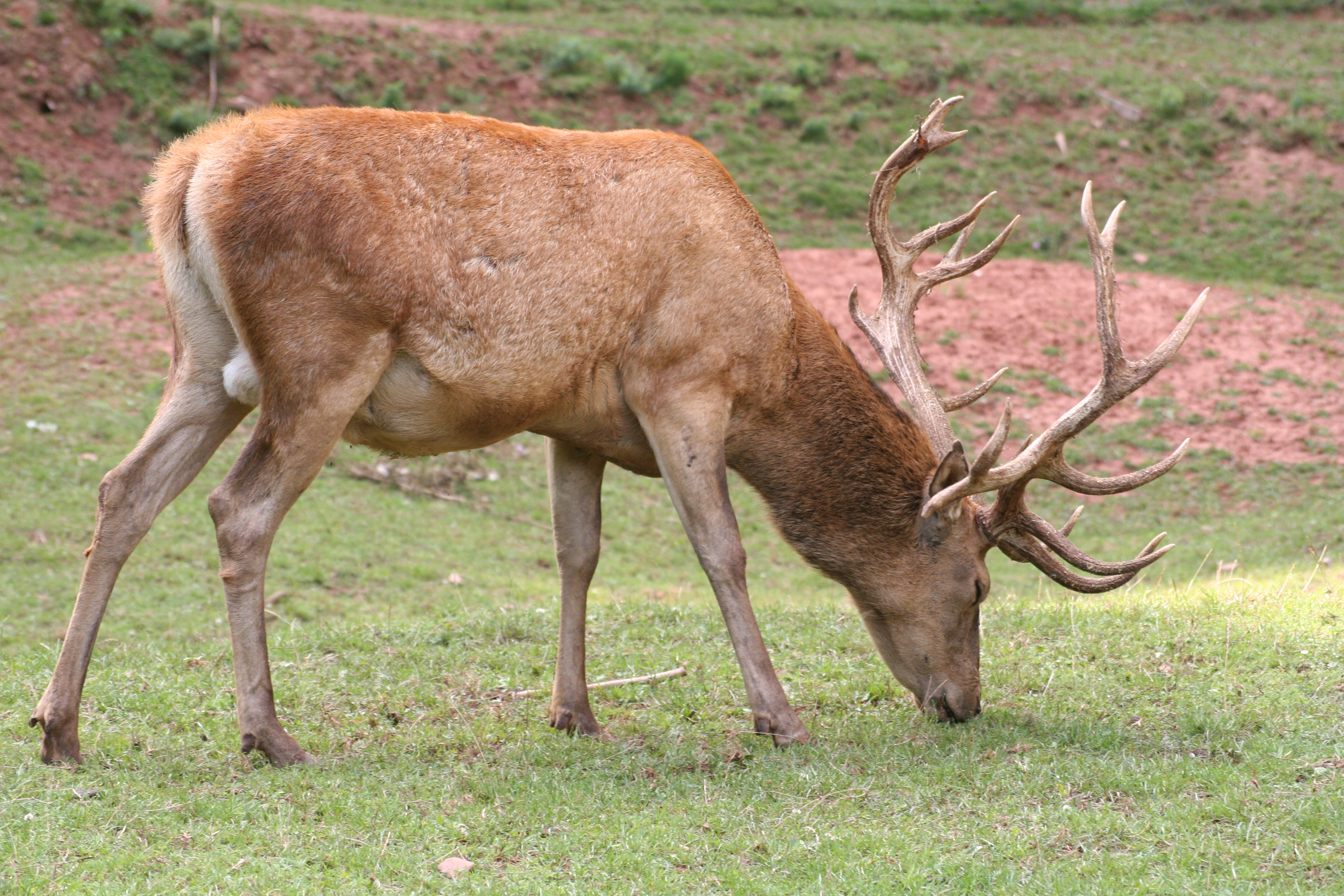
Un maschio mentre bruca.

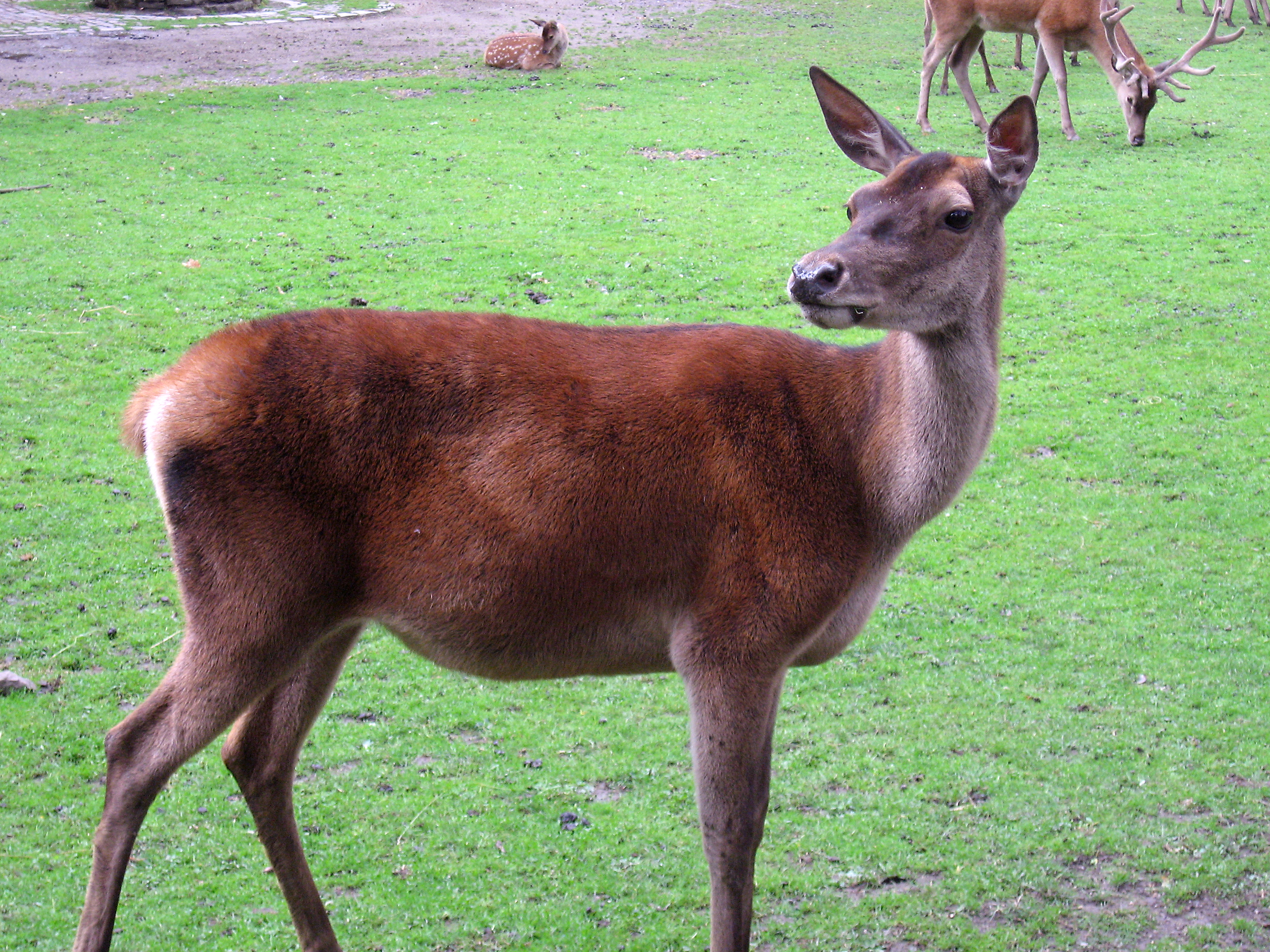
Una femmina in atteggiamento di allerta.

Il tronco appare snello e allungato; leggermente rientrante nella regione inguinale; la spalla è arrotondata e muscolosa; il petto è largo e la groppa è diritta e potente. Il collo, lungo, piuttosto sottile e un poco compresso, sostiene alta la testa, allungata e larga all'occipite, con la fronte infossata tra gli occhi. Il muso, diritto, va assottigliandosi e gli occhi, di media grandezza e vivacissimi, hanno le pupille ovali.

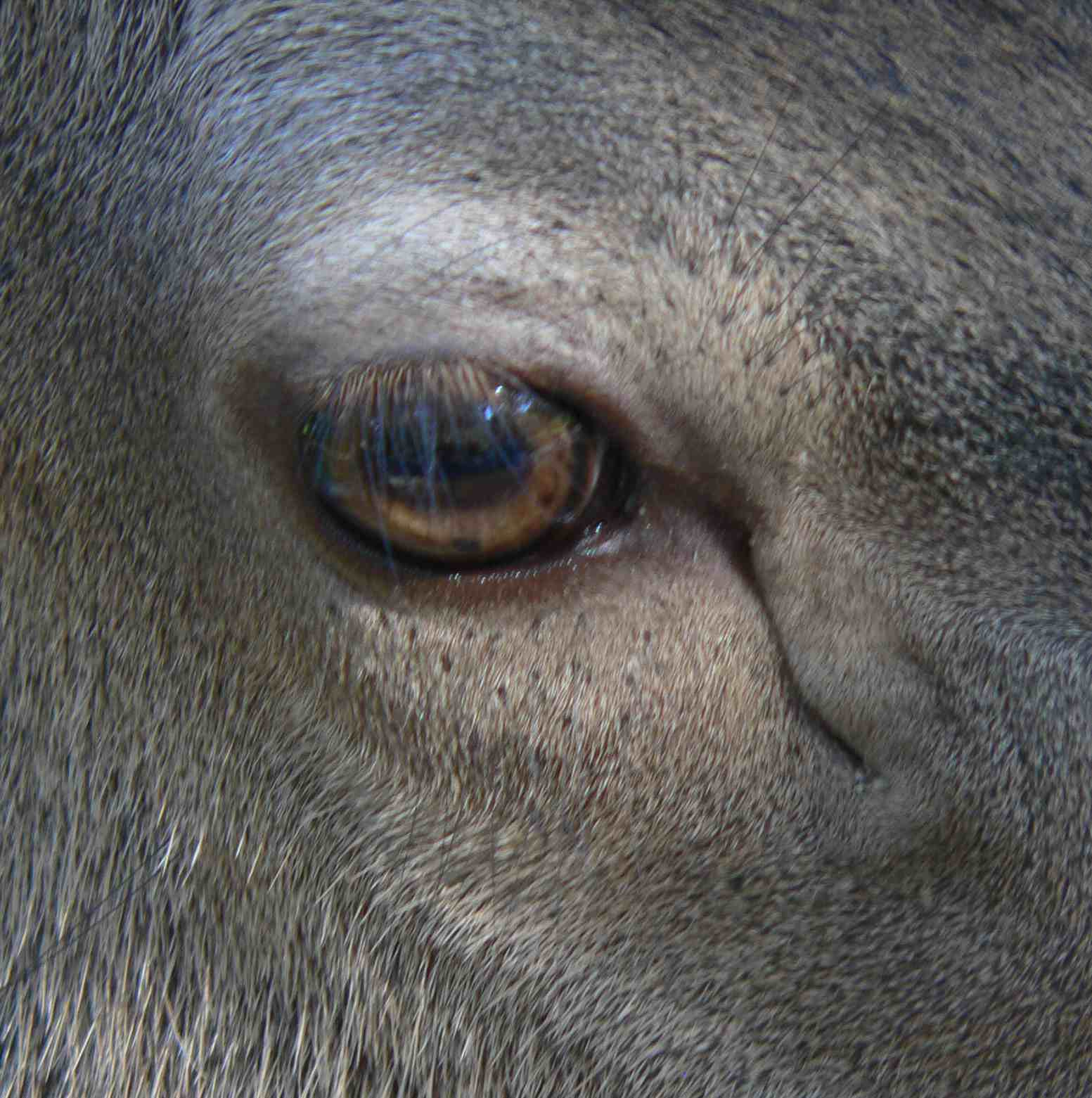
I lacrimatoi del cervo.

I lacrimatoi, piuttosto grandi, formano una specie di infossatura allungata, che scende verso gli angoli della bocca con le pareti interne secernenti la caratteristica sostanza oleosa, di cui il cervo si libera, soffregando la testa contro la corteccia degli alberi. Le orecchie sono lunghe, larghe e assai mobili. Gli arti, molto lunghi in proporzione al corpo, si presentano sottili ma robusti, con zoccoli stretti e appuntiti adatti a un velocissimo corridore e agilissimo saltatore, mentre gli unghioli delle dita posteriori sono ovali, troncati all'estremità e non toccano il suolo se non nella corsa.
Il mantello, aderente e liscio, è composto di peli setolosi e di fine lanugine, che si allunga notevolmente sulla coda, mentre sul labbro superiore e intorno agli occhi crescono serie di lunghe setole: nei maschi, in particolare in quelli delle popolazioni diffuse in climi freddi, spesso è presente una criniera sul collo. La colorazione del mantello subisce variazioni a seconda delle stagioni, del sesso e dell'età degli individui: il mantello estivo appare brunastro o tendente al rossiccio, mentre in inverno è grigio-bruno, con un pelo notevolmente infittito. Nelle femmine, i medesimi colori vanno schiarendosi, come se sbiadissero e i giovani presentano un abito rossastro con macchie bianche che tendono a scomparire con l'età.

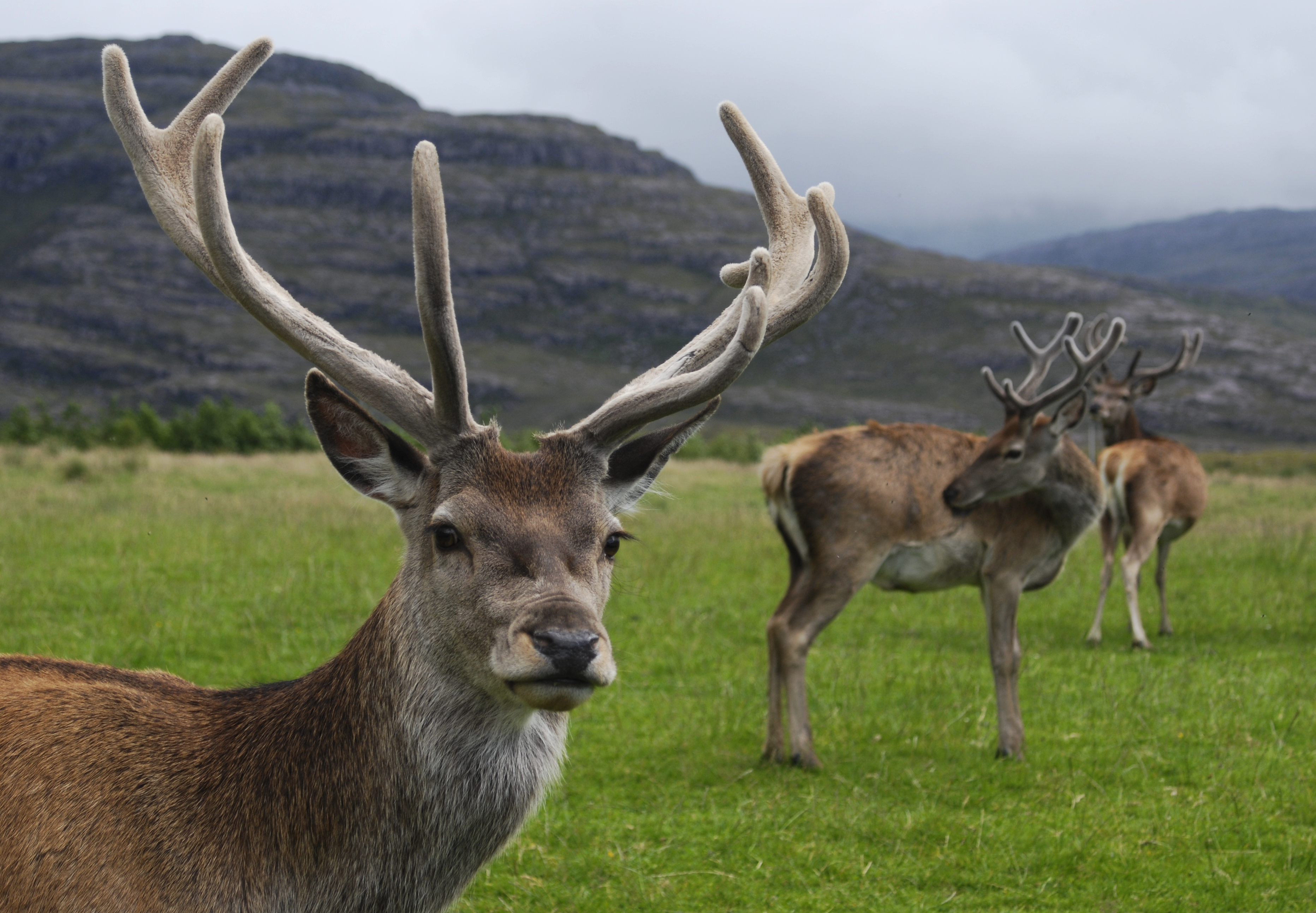
Un maschio con palchi ricoperti dal velluto.

I palchi, strutture analoghe ma non omologhe alle corna dei Bovidi, rappresentano la principale caratteristica dei maschi e, certo, uno dei fenomeni biologici più interessanti. Alla fine del primo inverno, sullo stelo, cresciuto nella regione frontale, compaiono i primi palchi, nutriti da uno strato di pelle riccamente vascolarizzata, detta velluto; in luglio essa raggiunge il suo massimo sviluppo, ossificandosi.

La crescita dei palchi con il passare degli anni.

Al suo secondo anno di vita, il giovane cervo, a causa della graduale diminuzione dei livelli di testosterone nel sangue (la crescita dei palchi è infatti legata al tasso di testosterone) subisce la decalcificazione della base dei primi palchi, che, al minimo urto contro un ostacolo, si staccano e cadono. Il fenomeno si ripete, da qui innanzi, regolarmente ogni anno: i palchi cadono ma sullo stelo se ne formano di nuovi, che raggiungono le dimensioni massime entro quattro mesi, sempre ricoperti di velluto. Anno per anno, il volume, il peso e parzialmente il numero delle punte va aumentando. Vi è la credenza popolare che si possa capire l'età di un maschio contando il numero delle punte e dando un anno per ogni punta. Tale credenza non si dimostra sempre corretta (anche se in moltissimi casi è così) e per stimare l'età di un cervo si deve utilizzare, come per gli altri Cervidi, la valutazione della dentizione.
Quanto alle dimensioni e al peso dei palchi, si nota una considerevole variabilità individuale: in generale, la lunghezza va da un minimo di 70 cm a un massimo, peraltro eccezionale, di 1,30 m. Il peso delle corna, negli individui adulti, è, in media, di 4–6 kg, con punte eccezionali al di sopra dei 10 e fino a 15–20 kg.
I palchi dei maschi adulti di cervo sono molto imponenti e presentano diverse punte e ramificazioni. Partendo dal basso (cioè dagli steli) le punte prendono il nome di: oculare, ago (non sempre presente) e mediano, quelle situate lungo la «stanga», mentre quelle situate all'apice della stanga prendono il nome di forca (se sono due) o di corona (se sono tre o più).
Per quanto riguarda le malattie il cervo nobile può essere affetto da brucellosi, paratubercolosi, leptospirosi, toxoplasmosi, malattia del deperimento cronico del cervo.

## Biologia

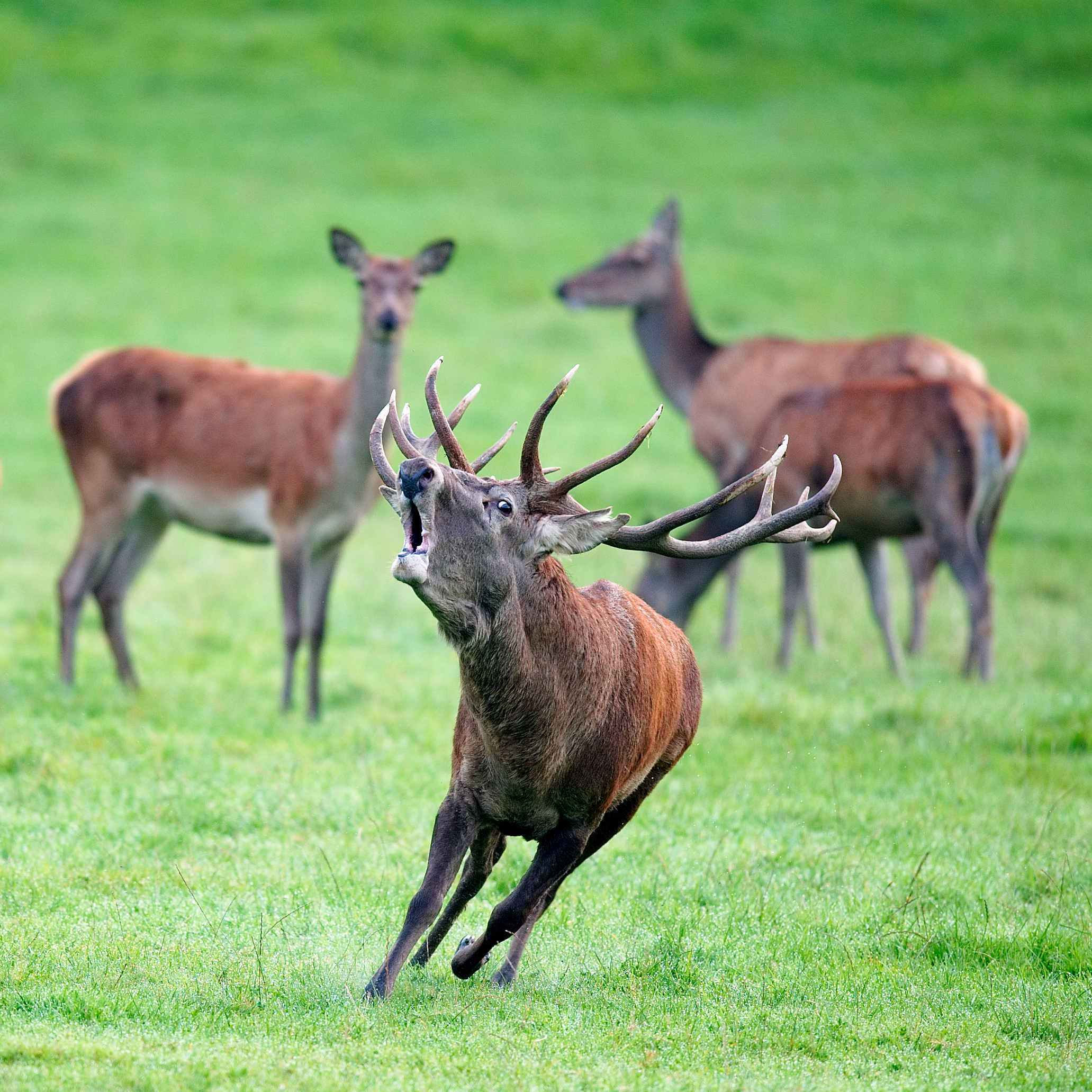
Cervus elaphus, fotografato nella foresta di Freyr, nei pressi di Han-sur-Lesse, in Belgio.

Il cervo nobile deve il suo nome al portamento "altezzoso": con il collo eretto e la camminata elegante, si muove leggero ed elegante nei boschi più fitti, nelle praterie a diverse altitudini; è maestoso, veemente e veloce nel trotto e nel galoppo, tanto che in piena corsa può raggiungere e superare i 60 km/h, agile e abile nel salto che, talvolta, può raggiungere in altezza anche i 2 m e più del doppio in lunghezza. Una certa importanza assumono, soprattutto in funzione della caccia, le impronte che gli zoccoli del cervo lasciano sul terreno. Sia i maschi che le femmine vivono in gruppi monosessuali, con queste ultime che portano con sé anche i cuccioli non ancora indipendenti. Nell'ambito dei gruppi, solitamente vi sono sempre un paio di esemplari che fanno da sentinelle mentre il resto del branco si nutre.

Durante l'estate, i cervi tendono a migrare ad altitudini maggiori, raggiungendo le praterie in quota, dove il cibo è presente in maggiori quantità.

### Alimentazione
La ricerca del cibo viene effettuata di solito nelle ore notturne: in primavera gli animali divorano le erbe fresche e tenere, i germogli, le foglie novelle e i ramoscelli. Durante l'estate vengono invece preferiti il grano maturo, l'avena, le carote e le barbabietole succose. L'inverno è certamente per questi animali la più dura stagione dell'anno, poiché il terreno si ricopre di una coltre di neve, il suolo non produce più erba, e i rami non danno più foglie; i cervi, allora, si nutrono delle cortecce, degli arbusti secchi e delle radici scavate a colpi di zoccolo.

### Riproduzione
All'inizio dell'autunno, precisamente da metà settembre a metà ottobre, inizia la stagione degli amori. In questo periodo, i maschi, che solitamente vivono in piccoli gruppi monosessuali, si separano e iniziano a sfidarsi bramendo per rivendicare il possesso delle femmine su altri pretendenti. Avrà la meglio chi riesce a bramire più forte intimorendo, con il suo verso, gli altri cervi. La forza e la potenza del bramito dipendono dalla stazza dell'animale e dalle sue condizioni di vita. In inverno i palchi vengono persi e i maschi si ritirano nella fitta boscaglia allontanandosi dalle femmine.
Gli abbondanti pascoli primaverili hanno rafforzato l'organismo dei maschi, che sono divenuti vigorosi e sono pronti a mettersi in cammino per la lunga ricerca delle compagne. Durante questo periodo, essi abbandonano le loro consuete abitudini e i luoghi prima frequentati, divenendo inquieti e irascibili. Il cervo, quindi, raduna intorno a sé da 5 a 15 femmine, che custodisce gelosamente, a prezzo di lotte furiose contro tutti i rivali. Le lotte tra i maschi sono rare: infatti, prima di passare alle armi i contendenti si sfidano "a voce". Il potente bramito del cervo (una via di mezzo fra un muggito bovino e un ruggito) serve appunto ai rivali per capire chi hanno di fronte: solo quando le capacità vocali si equivalgono i maschi si affrontano in campo aperto, ma anche a questo punto, prima di combattere, mettono in atto una serie di comportamenti rituali, ad esempio cominciano a marciare avanti e indietro lungo linee parallele per osservare le dimensioni del palco e la robustezza dell'avversario.

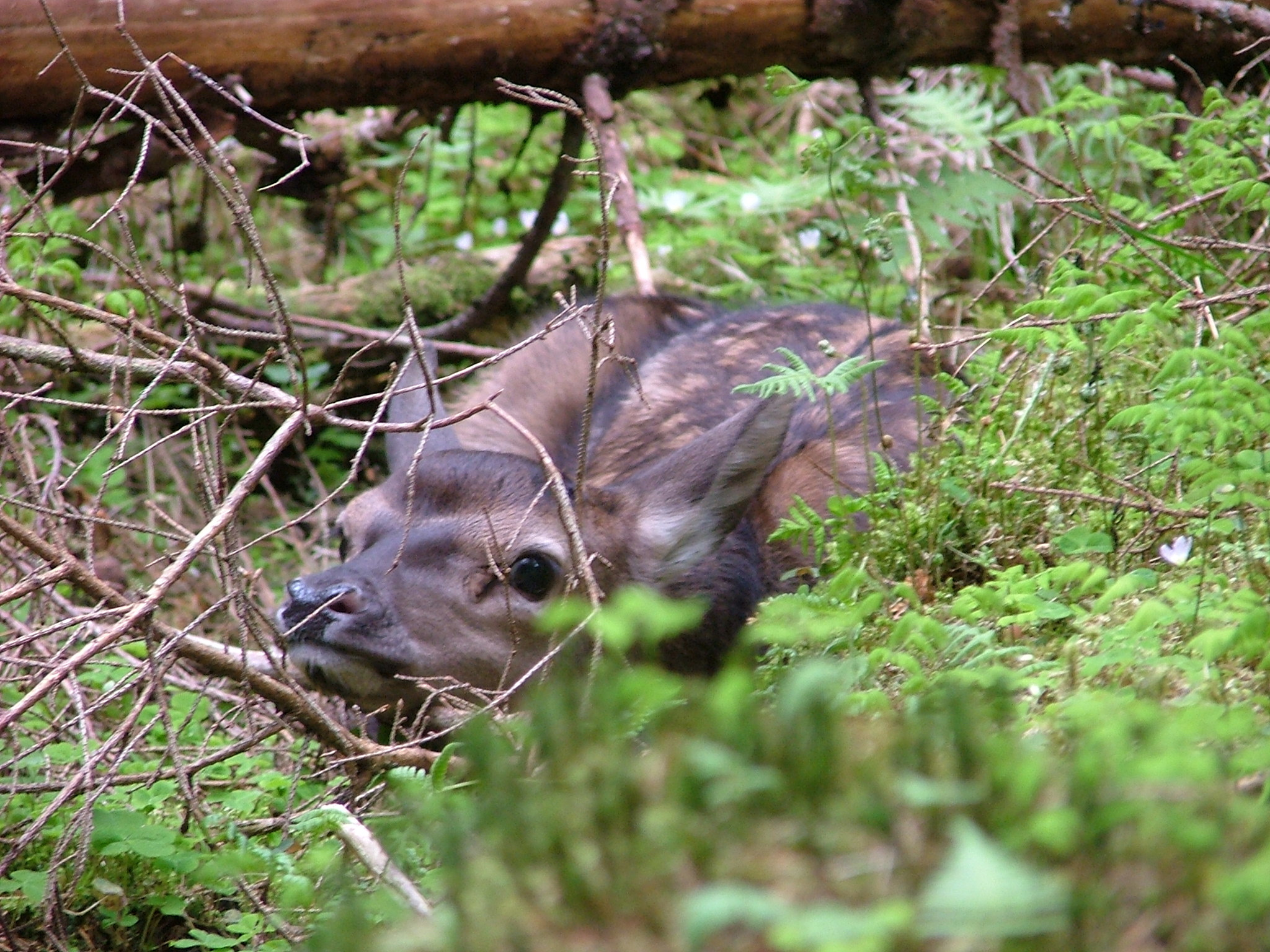
Un cerbiatto.

Trascorsi questi giorni, i maschi riformano i branchi, riprendendo la loro vita normale, mentre le femmine, riunite anch'esse in branchi separati assieme ai maschi più giovani, muovono alla ricerca di luoghi sicuri, dove trascorrere i primi tempi della gestazione. La gravidanza dura 260 giorni, e di norma, a ogni parto nasce un solo cerbiatto, raramente due: il cucciolo ha il dorso pomellato per meglio mimetizzarsi fra i cespugli, dove rimane perfettamente immobile e non può essere avvistato da eventuali predatori poiché non emana odore. La pomellatura scompare alla fine dell'estate.

Il cerbiatto resta nascosto nel fitto dei cespugli (dove la madre lo raggiunge solo per la poppata) per un paio di settimane, dopodiché esso è in grado di seguire il gruppo delle altre femmine con cuccioli nei suoi spostamenti: a due mesi i cerbiatti vengono svezzati, ma non si allontaneranno dalle madri prima di aver compiuto un anno d'età, ossia quando i maschi adulti li scacceranno per potersi accoppiare con le femmine. Sebbene la maturità sessuale venga raggiunta dai cervi verso il secondo anno di età, essi sono in grado di procreare solo alla fine del terzo anno.
La speranza di vita in natura dei cervi si aggira fra i 10 e i 15 anni, ma in cattività essi vivono tranquillamente oltre i venti anni.

### Predatori
Molti animali predano i cuccioli del cervo nobile: orsi, linci, coyote, sciacalli, iene, volpi, aquile reali, gufi reali e persino il cinghiale. I suoi più temibili predatori (capaci di uccidere anche gli adulti) sono il lupo in Europa, la tigre in Estremo Oriente, il leopardo in Nord Africa e il puma in Nordamerica.

## I rapporti con l'uomo
Il cervo è sempre stato un'importante fonte di cibo per l'uomo: già nelle pitture rupestri risalenti al Paleolitico si possono infatti trovare abbondanti raffigurazioni di questi animali, solitamente in veste di preda o come entità spirituali.

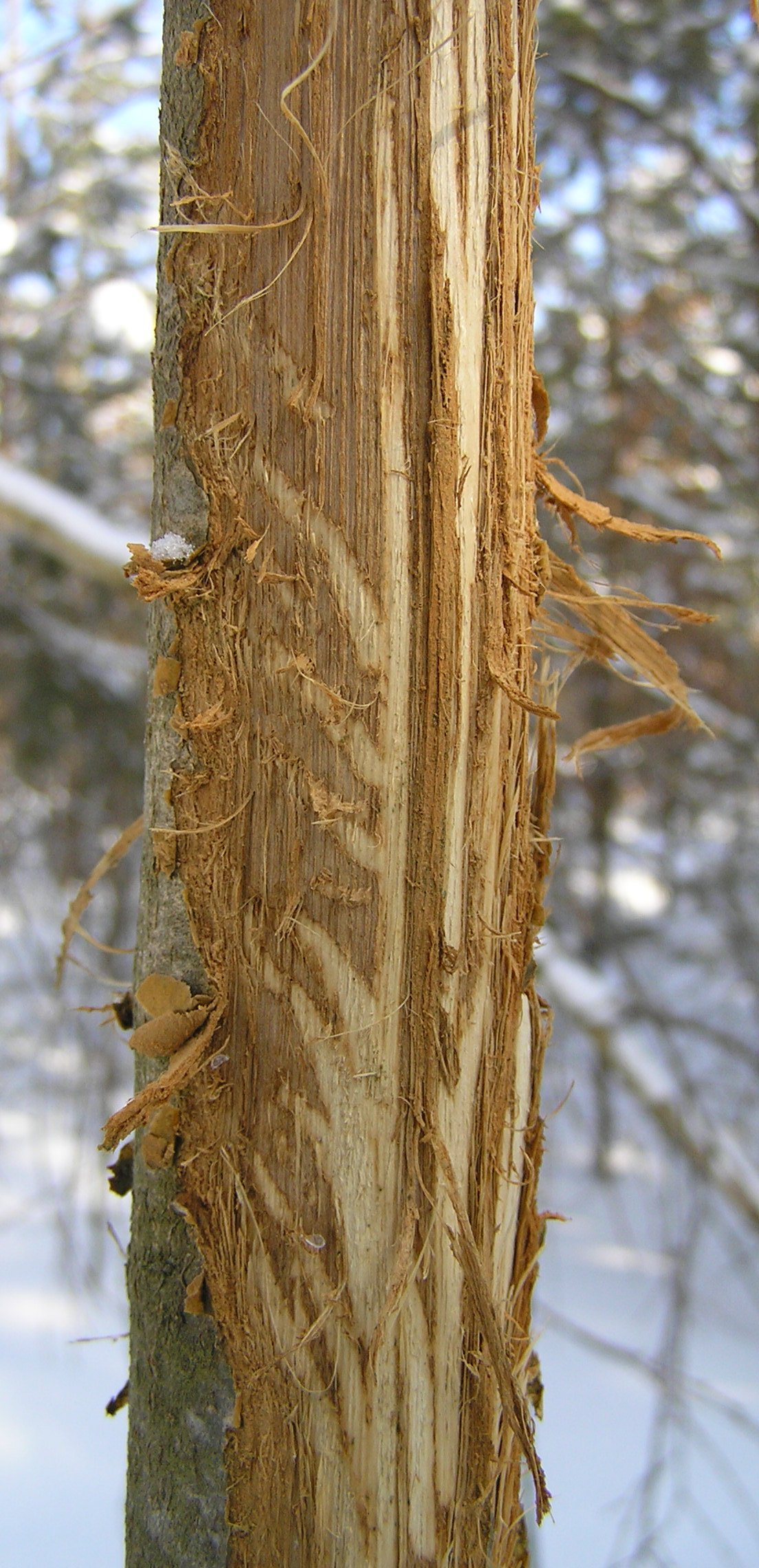
Un tronco scortecciato da un cervo.

In Italia esistono diversi allevamenti soprattutto in Toscana come in altre regioni d'Italia ad esempio il Trentino, l'Emilia-Romagna e le Marche dove vicino a Osimo nel parco di Santa Paolina convive un piccolo gruppo con daini e mufloni
In Italia, viene cacciato tramite la modalità della caccia di selezione, in base alla Legge 157 dell'11 febbraio 1992. Il numero di esemplari cacciabili viene stabilito da ogni comprensorio alpino di caccia tramite la stesura di un piano di prelievo, costituito secondo le leggi regionali e le disposizioni provinciali in vigore e sulla base dei censimenti locali.

## Conservazione
I cervi non hanno, oltre all'uomo e al lupo laddove presente, dei veri nemici, in quanto nessun predatore è in grado di raggiungerli durante la fuga viste le loro straordinarie doti velociste. Contrariamente a quanto si potrebbe pensare, ciò non aiuta a mantenere in buone condizioni le popolazioni di cervi, che sono ancora numerose in taluni boschi, soprattutto nelle zone protette. I predatori eliminano infatti tutti gli animali più deboli e malati, contribuendo quindi al miglioramento continuo della specie, poiché solo gli individui più dotati hanno la possibilità di riprodursi.
In Italia, la popolazione peninsulare del cervo, diffusa originariamente su tutto il territorio, a partire dal XVII secolo cominciò a declinare a causa della pressione venatoria e dell'espansione degli insediamenti umani a danno degli ecosistemi boschivi, fino a quando non ne rimase che una misera popolazione relitta nel sopracitato Gran Bosco della Mesola, oltre a segnalazioni sporadiche di gruppetti provenienti dalla Svizzera in provincia di Sondrio: in seguito tali migrazioni da oltreconfine divennero sempre più numerose e consistenti, al punto che la specie si è ristabilita con successo in tutto l'arco alpino centro-orientale ed è soggetta anche a prelievo venatorio autorizzato, mentre per quanto riguarda le altre popolazioni si tratta di individui introdotti a partire da popolazioni francesi e tedesche durante gli anni sessanta. La popolazione nazionale italiana ammontava nel 2010 a quasi 68.000 capi, sulle Alpi e nell'Appennino da nord fino al Parco nazionale d'Abruzzo. La crescita della popolazione è buona (+54% dal 2000 al 2010: ciò ha spinto le autorità a istituire campagne di abbattimento selettivo per evitare danni al patrimonio boschivo) e si prospettano future campagne di reintroduzione anche in altre aree appenniniche idonee a ospitare popolazioni stabili di questi animali.
Per quanto riguarda la popolazione sardo-corsa, invece, essa sparì dalla parte settentrionale della Sardegna nei primi anni del secondo dopoguerra: a partire dagli anni ottanta, le varie campagne di sensibilizzazione della popolazione hanno permesso di aumentare il numero di esemplari ed espandere l'areale della specie, che conta nella sola Sardegna (marzo 2018) oltre 10.600 capi, anch'essa in sensibile aumento numerico e in espansione geografica.
La legislazione italiana in materia di caccia (Legge 157 dell'11 febbraio 1992), definisce il Cervo sardo specie particolarmente protetta e punisce molto severamente a livello penale l'abbattimento, la cattura e la detenzione della specie. Essa prevede l'arresto da 3 mesi a un anno e un'ammenda da 1.032 euro a 6.195 euro, oltre che la revoca della licenza di caccia e il divieto del suo rilascio per 10 anni, divieto che diventa permanente in caso di recidiva.